# 焰猎蛛
焰猎蛛（学名：Evarcha flammata）为跳蛛科猎蛛属的动物。分布于全北区以及中国大陆的新疆、内蒙、吉林、海南等地，常见于草丛。